# Sangli-Miraj-Kupwad
Sangli-Miraj-Kupwad  est une corporation municipale de l'État indien du Maharashtra.